# Thomas Riise Segelcke
Thomas Riise Segelcke (født 2. maj 1831 på Kærsgård, Hjørring Amt, død 12. november 1902 i København) var en dansk professor ved Den Kongelige Veterinær- og Landbohøjskole, der skabte det teoretiske grundlag for mejeribrug i Danmark.
Segelcke blev mejerikonsulent i Landhusholdningsselskabet i 1860, docent i landøkonomi ved Landbohøjskolen i 1874 og professor samme sted fra 1892. Fra 1900 til 1902 var han præsident for Landhusholdningsselskabet.
Siden 1901 har Mejeriforeningen og Foreningen af mejeriledere og funktionærer uddelt Segelcke-medaljen, der er mejeribrugets fornemste hædersbevisning.
I Odense og på Frederiksberg findes en Segelckesvej, derudover er der rejst en mindesten for Thomas Riise Segelcke i Sct. Knuds Kilde i Hjørring.